# Hans Edmund Nicola Burgeff
Hans Edmund Nicola Burgeff est un botaniste allemand, né le 19 avril 1883 à Geisenheim et mort le 27 septembre 1976.

## Biographie
Il fait ses études à l’université de Fribourg de 1903 à 1905 sous la direction de Friedrich Oltmanns (1860-1945), puis de 1905 à 1906 à Berlin, puis de 1906 à 1909 à Iéna où il passe un doctorat avec des recherches sur les relations entre les orchidées et leurs relations symbiotiques avec les champignons. Après avoir été brièvement l’assistant de Wilhelm Friedrich Philipp Pfeffer (1845-1920) à Leipzig, il devient professeur ordinaire de botanique en 1909 à l’université de Wurtzbourg, fonction qu’il occupe jusqu’en 1925. Il dirige également le jardin botanique de l’université.
Outre les relations symbiotiques des orchidées, il travaille sur les Ericaceae et la génétique des plantes inférieures. En 1942, il reçoit le prix Röntgen de l’université de Wurtzbourg où il enseigne jusqu’à son départ avec le rang de professeur émérite.

## Publications
- 1909 - Zur Biologie der Orchideenmycorrhiza
- 1909 - Die Wurzelpilze der Orchideen
- 1911 - Die Anzucht tropischer Orchideen aus Samen neue Methoden auf der Grundlage der symbiotischen Verhältnisse von Pflanze und Wurzelpilz
- 1924 - Untersuchungen über Sexualität und Parasitismus bei Mucorineen
- 1932 - Saprophytismus und Symbiose
- 1936 - Samenkeimung der Orchideen und Entwicklung ihrer Keimpflanzen mit einem Anhang über praktische Orchideenanzucht
- 1943 - Genetische Studien an Marchantia
- 1954 - Samenkeimung und Kultur europäischer Erdorchideen nebst Versuchen zu ihrer Verbreitung
- 1961 - Mikrobiologie des Hochmoores mit besonderer Berücksichtigung der Erikazeenn-Pilz-Symbiose
- 1965 - Parerga über botanische Wissenschaft mit Vorschlägen zur Anlage neuer botanischer Gärten und zur Errichtung neuartiger Gewächshausanlagen
- 1967 - Chromosomenzahlen bei der Gattung Zygaena* / Burgeff, Hans